# San Germano dei Berici
San Germano dei Berici est une ancienne commune italienne située dans la province de Vicence en région Vénétie. Depuis 2017, elle fait partie de la commune de Val Liona.

## Géographie
San Germano dei Berici est située au sud de la province de Vicence, dans la zone centre-ouest des collines Berici, vers la fin de la vallée de la rivière Liona. 
Elle comprenait les hameaux de Campagnola, Campolongo, Capitello Ronego, Carbonarola, Crosetta, Case Bruni, Case Segalin, Frassenara, Teonghio, et Villa del Ferro.

## Histoire
Le 17 février 2017, San Germano dei Berici fusionne avec Grancona pour former la commune de Val Liona.

## Administration
| Période                                  | Période | Identité | Étiquette | Qualité |
| ---------------------------------------- | ------- | -------- | --------- | ------- |
|                                          |         |          |           |         |
| Les données manquantes sont à compléter. |         |          |           |         |